# Vilgertshofen
Vilgertshofen település Németországban, azon belül Bajorországban. Lakosainak száma 2769 fő (2023. december 31.).

## A település
Landsberg am Lech-től délre fekvő település. A település búcsújáró templomát (Wallfarhtskirche zur Schmerzhaften Maria) 1686-1692 között Johann Schmuzer építette. A görögkereszt alaprajzú templom szép stukkója is az ő munkája. A szentély homlokzatán látható freskót Johann Baptist Zimmermann festette, az oltárokat Johann Michael Feuchtmayer és Franz Xaver Schmuzer munkái.

## Galéria

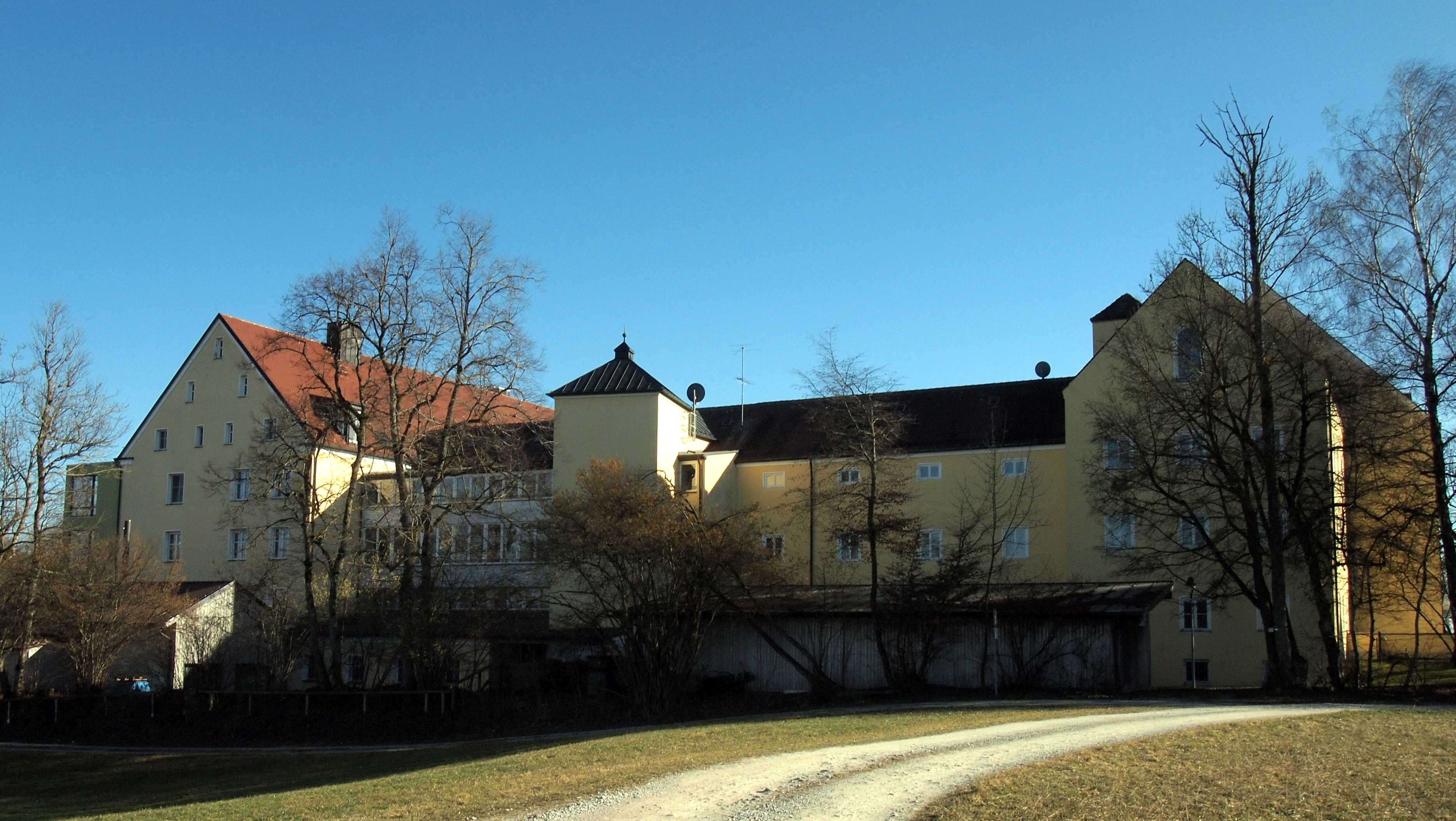
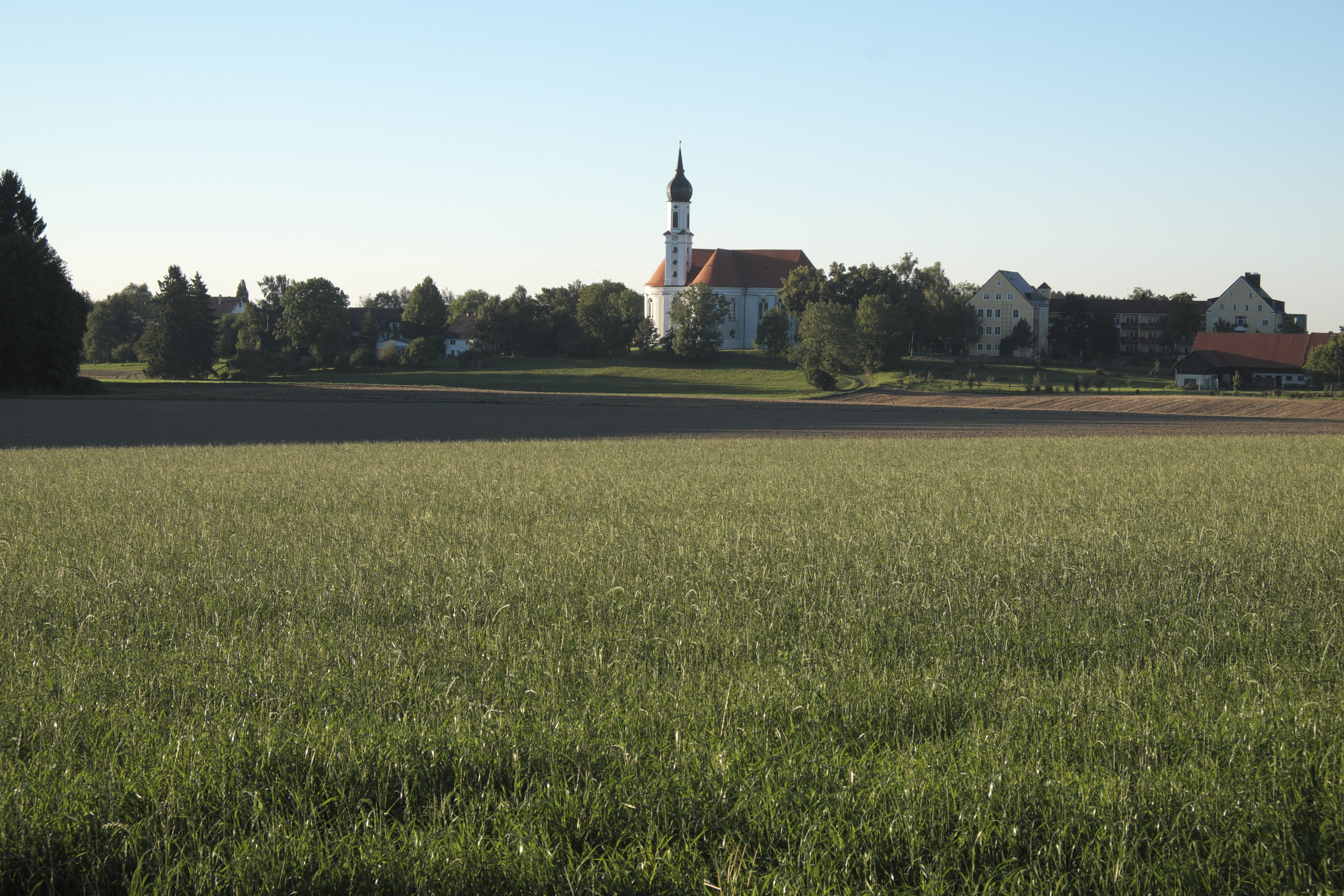
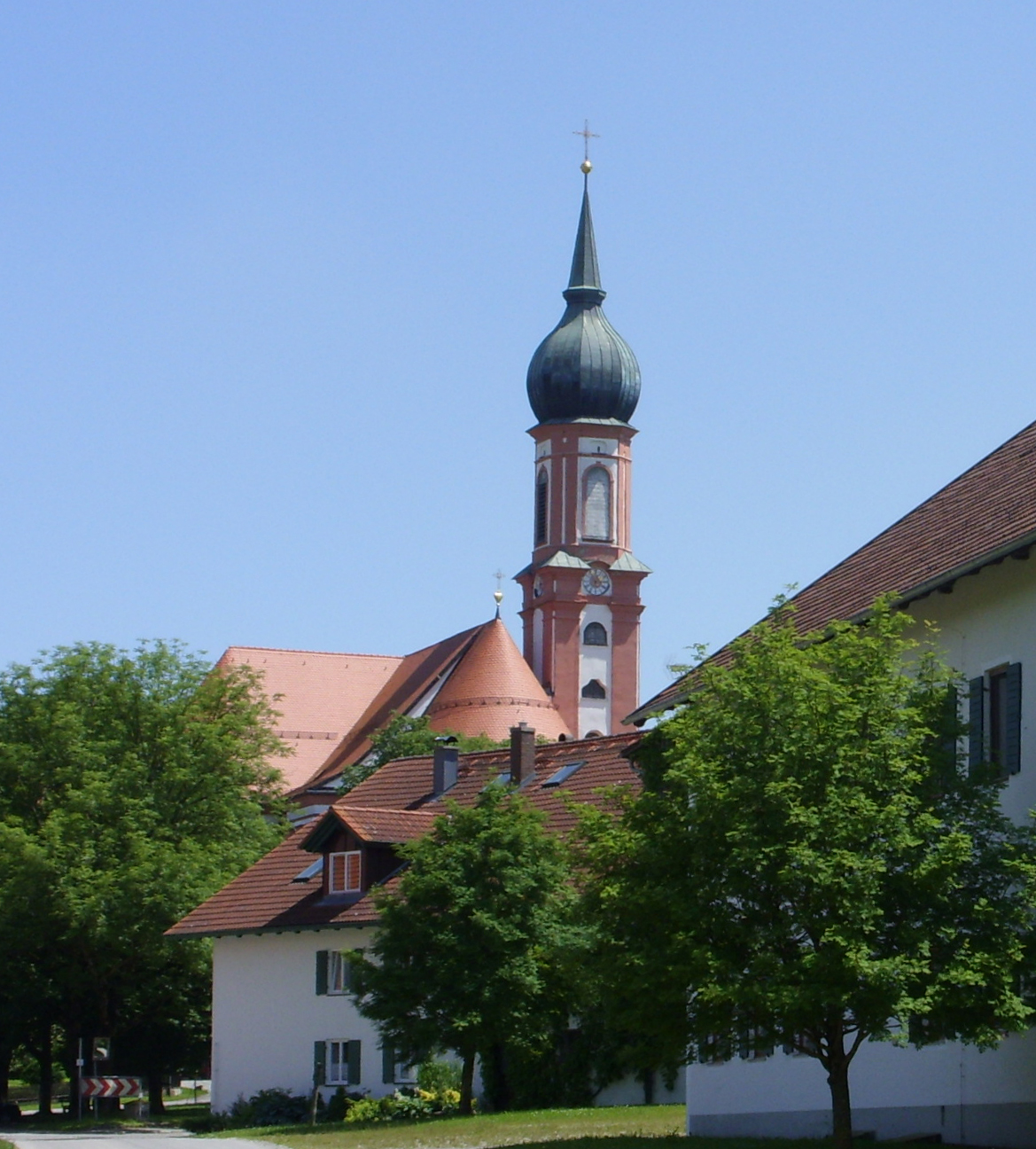
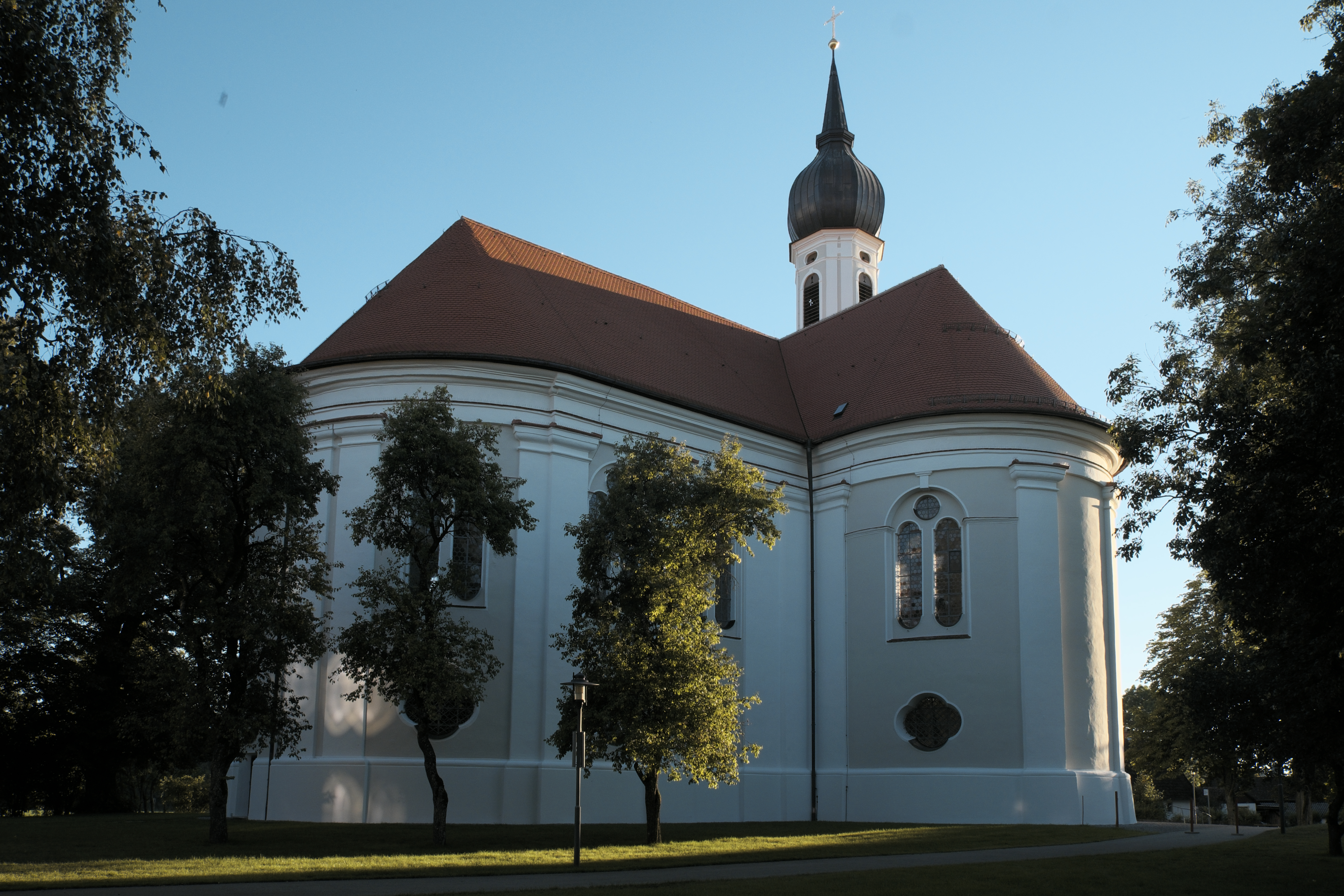
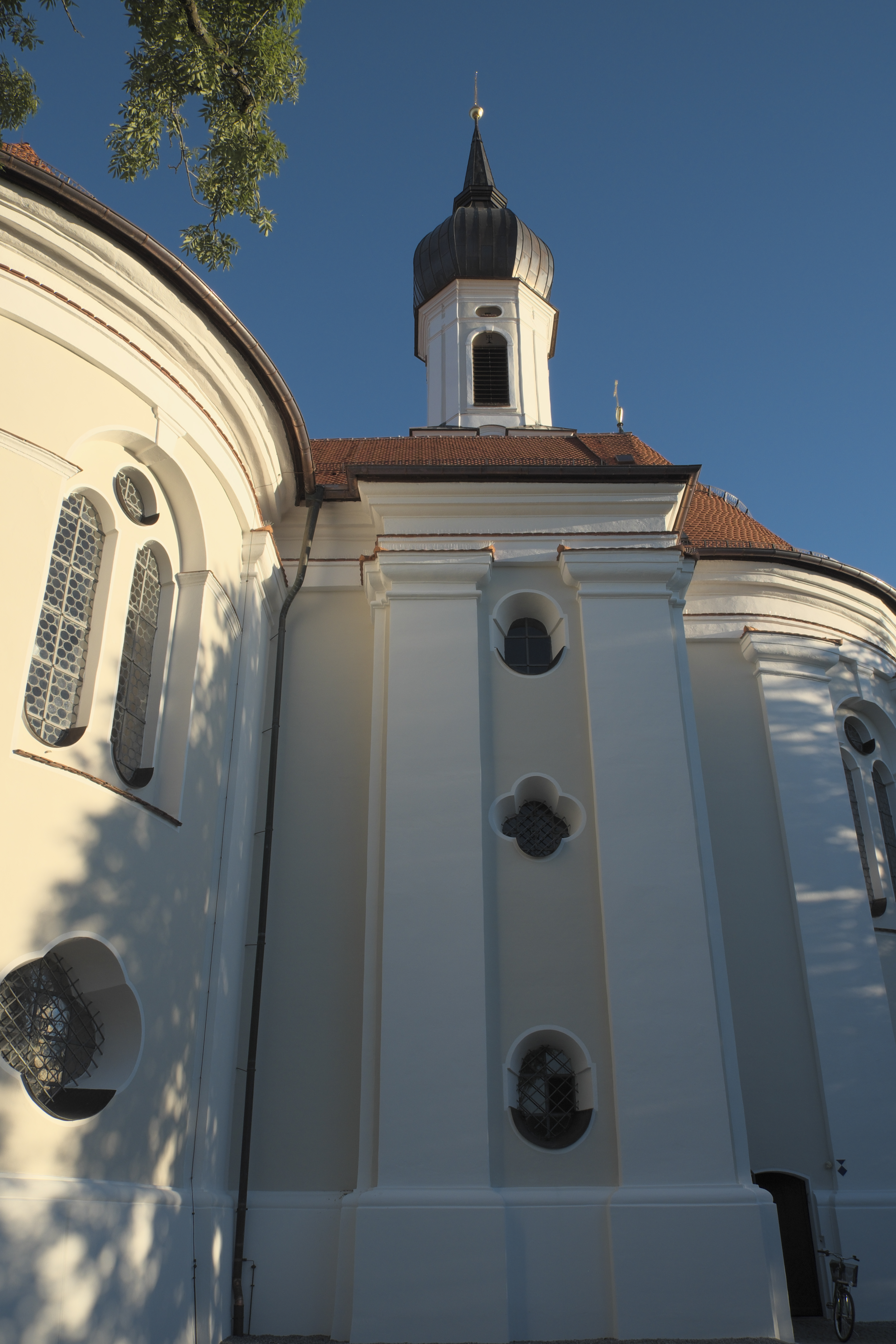
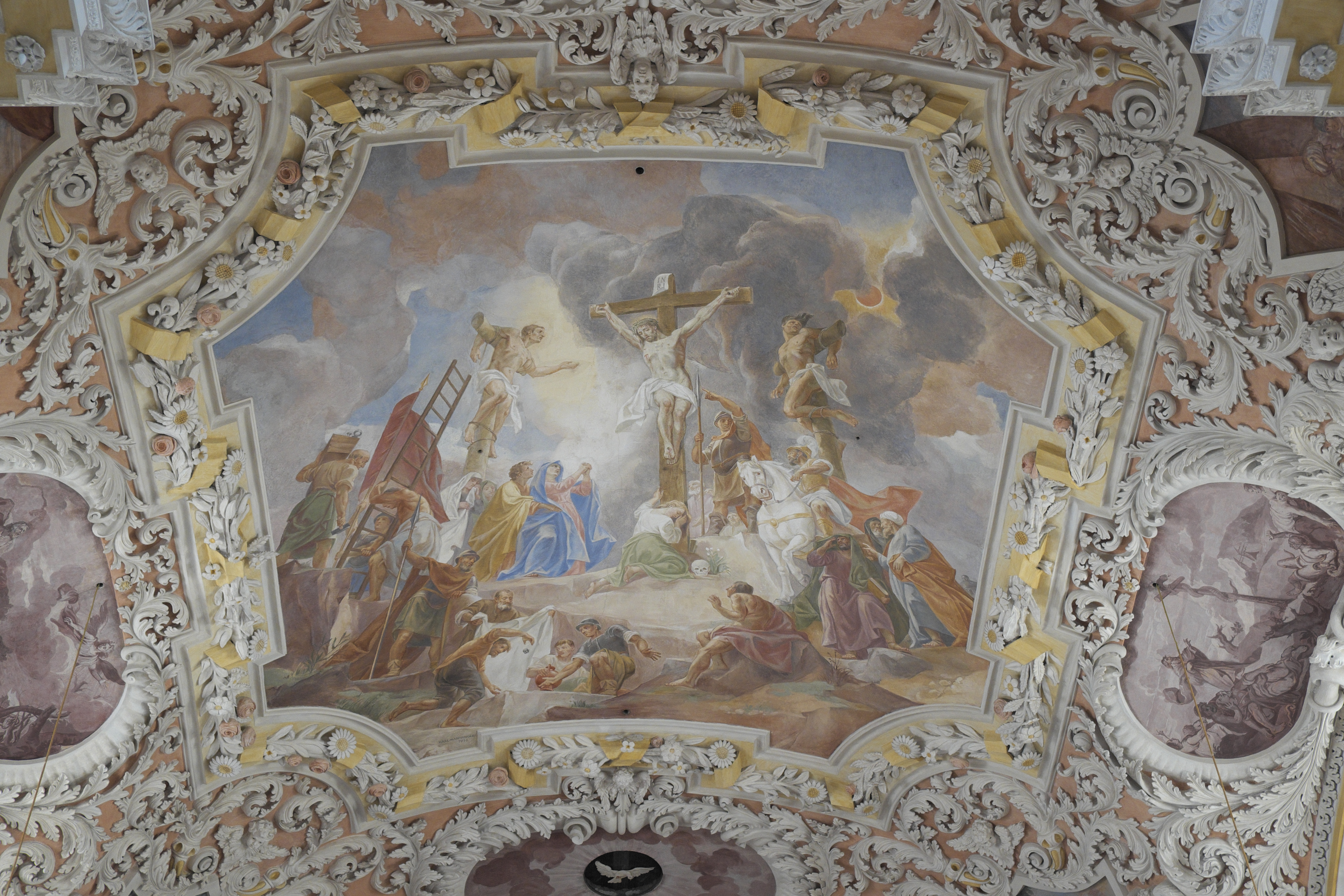
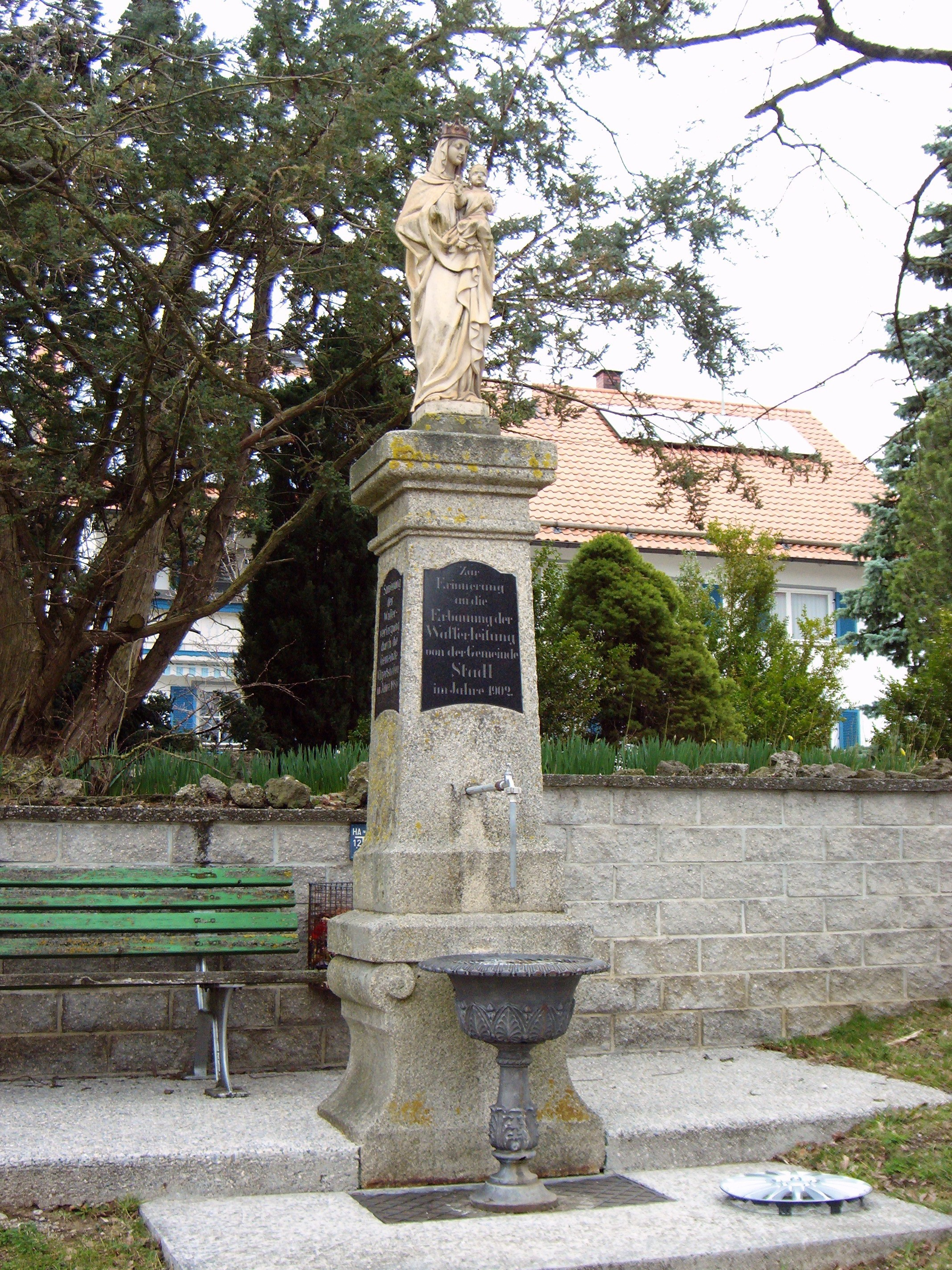

### Közigazgatás
A település öt része:
- Issing
- Mundraching
- Pflugdorf
- Stadl
- Vilgertshofen

## Népesség
A település népessége az elmúlt években az alábbi módon változott:
| Lakosok száma | 1555 | 1570 | 2500 | 2491 | 2567 | 2600 | 2640 | 2676 | 2706 | 2769 |
|               | 1970 | 1975 | 2011 | 2012 | 2014 | 2015 | 2017 | 2019 | 2022 | 2023 |